# Joc d'estirar la corda
El joc d'estirar la corda és un esport que posa dos equips un contra l'altre en una prova de força.
Dos equips de vuit, el pes total dels quals no pot excedir un màxim determinant per la classe, s'alineen al final d'una soga (d'aproximadament 10 centímetres en circumferència). La soga és marcada amb una línia central i dues marques a quatre metres a cada costat de la línia central. Els equips comencen amb la línia central exactament a sobre d'una línia marcada sobre el terra i una vegada començat el concurs (l"estrebada") intenten estirar l'altre equip fins que la marca més propera a l'equip contrari hagi creuat la línia central o cometi una falta (quan un membre de l'equip contrari s'assegui o caigui a terra).
Existeixen clubs d'estirada de corda en molts països, i hi participen tant homes com dones.

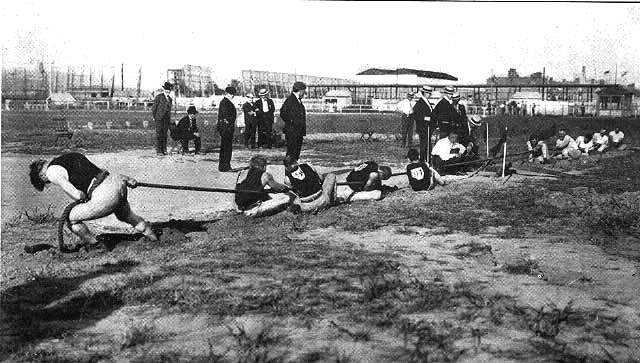
Competició d'estirar la corda als Jocs Olímpics d'Estiu de 1904

Aquest esport va formar part dels Jocs Olímpics des de 1900 fins a 1920, però no n'ha format part des de llavors. L'esport forma part dels jocs mundials. La Federació Internacional d'Estirada de Corda (TWIF) organitza campionats mundials per equips nacionals cada dos anys, per a competicions de sala i d'exterior i una competició similar per equips.

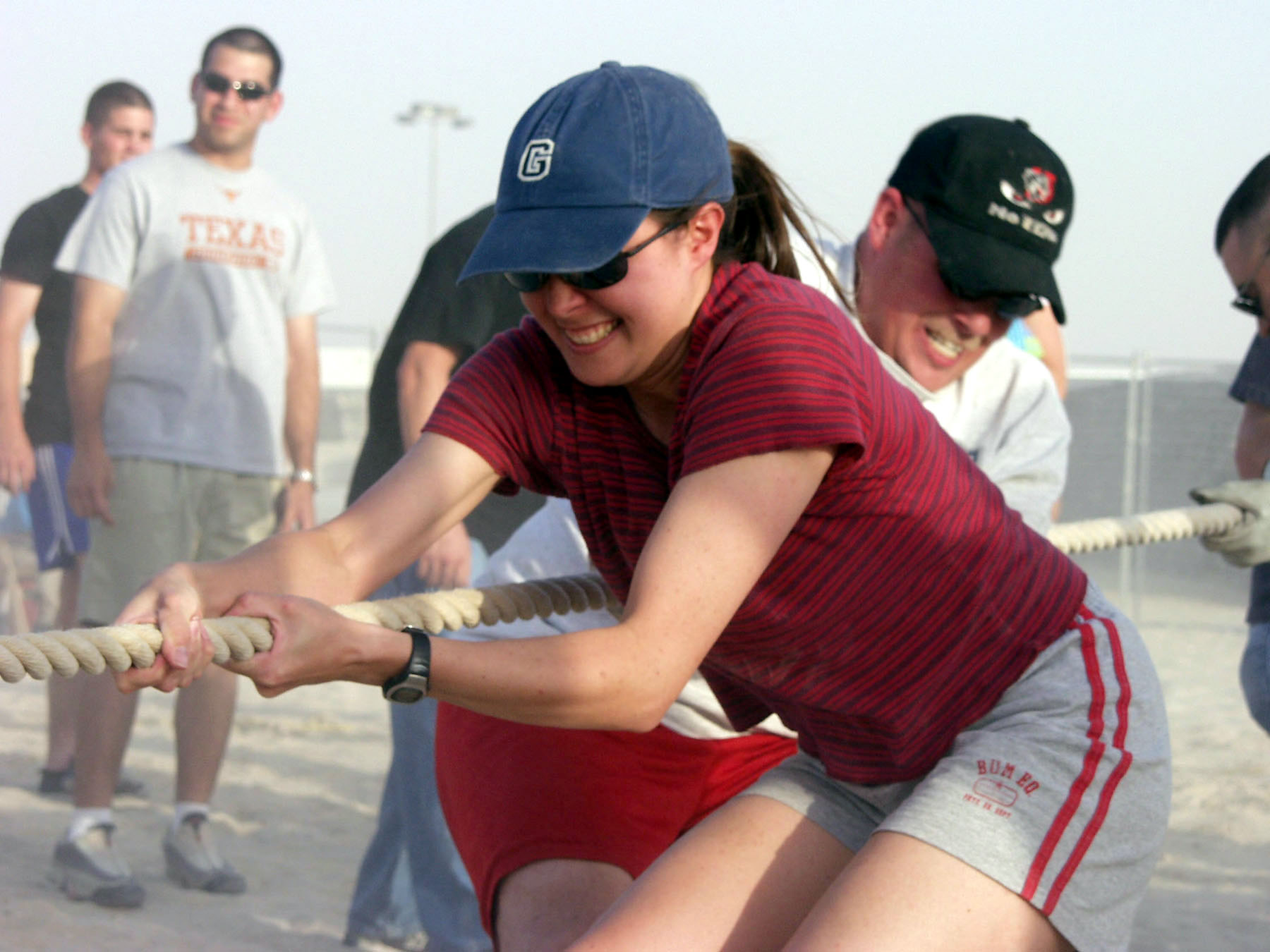
Estirada de corda

El terme "estira-i-arronsa" o "estira-i-amolla", relacionat amb el joc d'estirar la corda, pot ser utilitzat com un símil que descriu una demostració de força bruta de dos grups oposats, per exemple, en una guerra entre dos departaments d'una empresa.

## Curiositats
- La corda usada per a estirar a l'Uiryeong Keunjulttaenggigi (15 de gener en el calendari xinès) fa 251 metres de llarg, 123.8 metres en circumferència i pesa 54.5 tones mètriques.[1]
- La corda usada a la competició Naha Oōtsunahiki (10 de setembre) fa 200 metres de llarg i pesa més de 40 tones cúbiques.